# Der Mann der Friseuse
Der Mann der Friseuse (Originaltitel: Le Mari de la coiffeuse) ist ein französischer Spielfilm von Patrice Leconte aus dem Jahr 1990. Das Premierendatum in Deutschland war der 31. Januar 1991.

## Handlung
Von seinen Eltern gefragt, was er einmal werden will, antwortet der zwölfjährige Antoine: „Ehemann der Friseuse“, und zwar einer bestimmten Friseuse, seiner rothaarigen, fülligen Nachbarin.
Darauf antwortet der Vater mit einer Ohrfeige, für die er sich aber kurz darauf entschuldigt.
Als Erwachsener betritt Antoine eines Tages einen Friseursalon und beschließt, die Friseuse zu heiraten. Diese stimmt dem Heiratsantrag nach drei Wochen Bedenkzeit tatsächlich zu. Antoine genügt es, im Salon zu sitzen und seine Frau Mathilde zu beobachten. Beide scheinen längere Zeit mit der Situation zufrieden zu sein. Um jedoch nicht ein eventuelles Ende ihres Glücks zu erleben, stürzt sich Mathilde, unter dem Vorwand Joghurt zu besorgen, während eines Unwetters in einen reißenden Fluss und hinterlässt Antoine einen Abschiedsbrief.
Zum Schluss sieht man Antoine im Salon sitzen und Kreuzworträtsel lösen. Er wäscht einem Kunden die Haare, tanzt – wie schon während des ganzen Films – zu arabischer Musik, und hat offenbar die Realität noch nicht akzeptiert: „Die Friseuse muss gleich kommen“, sagt er zu dem Kunden.

## Produktion
Der Film basiert auf einem Drehbuch von Claude Klotz unter Mitarbeit von Leconte und wurde von den Filmstudios Lambart Productions produziert. Gedreht wurde in Barneville-Carteret (Manche) und Senlis (Oise) in Frankreich.
Für Kameramann Eduardo Serra war es nach Die Spezialisten (1985) der zweite von insgesamt acht gemeinsamen Filmen mit Leconte. Er erhielt für Der Mann der Friseuse eine César-Nominierung. 

## Soundtrack
Die Musik des Films stammt von Michael Nyman und von den libanesischen Chansonsängern Ragheb Alama und Fairuz. Die auf der orientalischen Laute Rubab gespielte  Musik spielt in dem Film eine dominante Rolle.
- „Saffak Alik“, Rubab
- Michael Nyman 1
- Ragheb Alama – „Wadana-Wadana“
- Michael Nyman 2
- „Ya-Ourra“, Rubab
- Fairuz – „Sa Alouni Annais“
- Michael Nyman 4
- Ragheb Alama – „Ya Rit Fiya Kabbiha“
- Michael Nyman 5
- Michael Nyman 6

## Kritiken
„Eine formal beeindruckende, mit ungewöhnlich leichter Hand und sanftem Humor inszenierte Geschichte einer amour fou, inszeniert als Bekenntnis zu Fantasie und Sinnlichkeit“, lobte das Lexikon des internationalen Films. Für epd Film war Der Mann der Friseuse „eiskalt, kalkuliert, auf Schönheit frisiert, nur Anreize, keine Reize“. Ferner bemerkte epd Film: „Der ehemalige Werbefilmer Leconte wundert sich, daß ihm noch kein Film zu lang geraten sei: er irrt sich.“

## Auszeichnungen
- 1990: Syndicat Français de la Critique de Cinéma – Bester französischer Film
- 1990: Louis-Delluc-Preis
- 1992: Nominierung für einen BAFTA als bester ausländischer Film

## Nachwirkung
Der spanische Liedermacher Pedro Guerra wurde von diesem Film zum Lied El marido de la peluquera inspiriert.